# Alessandra Freitas
Alessandra Freitas é uma roteirista de quadrinhos brasileira. Natural de São Paulo, se formou em Medicina Veterinária na Universidade Federal de Viçosa. Em 2015, assumiu os roteiros da tira cômica Marco e Seus Amigos, criada em 1987 por Tako X e que contava com roteiros de Eduardo Moreira até 2000, quando entrou em um hiato de quase 15 anos. Além de assumir a tira, Alessandra também cocriou os personagens Olivia, Chanão, Rokita e Marrie. Por seu trabalho na tira, Alessandra e Tako X ganharam, em 2017, o Prêmio Angelo Agostini de melhor web quadrinho.